# 克洛德-热拉尔·马库斯
克洛德-热拉尔·马库斯（法語：Claude-Gérard Marcus，1933年8月24日—2020年7月24日），法国政治人物，前法國國民議會议员。

## 生平
1933年生于巴黎十六区，其父亲为艺术品经销商。在第二次世界大战期间，他侥幸逃脱了納粹德國的屠杀。1968年起，一共连续担任七届巴黎选区法國國民議會议员。1983年至1989年主政巴黎第十区。1985年，他参与成立巴黎猶太藝術與歷史博物館直至2001年一直担任馆长。退休后成为名誉馆长。亦曾但任全国犹太与自由协会联席主席。
2020年7月24日逝世。

## 荣誉
- 法國榮譽軍團勳章[5]